# ستيلا جونيت
ستيلا جونيت (بالإنجليزية: Stella Gonet)‏ هي ممثلة بريطانية، ولدت في 8 مايو 1963 في المملكة المتحدة.

## أعمال

### أفلام
- (1992) ستالين 1992

## وصلات خارجية
- ستيلا جونيت على موقع IMDb (الإنجليزية)
- ستيلا جونيت على موقع ألو سيني (الفرنسية)
- ستيلا جونيت على موقع أول موفي (الإنجليزية)
- ستيلا جونيت على موقع قاعدة بيانات الأفلام السويدية (السويدية)
- ستيلا جونيت على موقع قاعدة بيانات الفيلم (الإنجليزية)
- ستيلا جونيت على موقع كينوبويسك (الروسية)